# Traité Cañas-Jerez
Le traité Cañas-Jerez est un accord ratifié le 15 avril 1858 par le Nicaragua et le Costa Rica à propos de leur frontière. Il fut négocié entre Máximo Jerez Tellería représentant le Nicaragua et José María Cañas Escamilla représentant le Costa Rica.

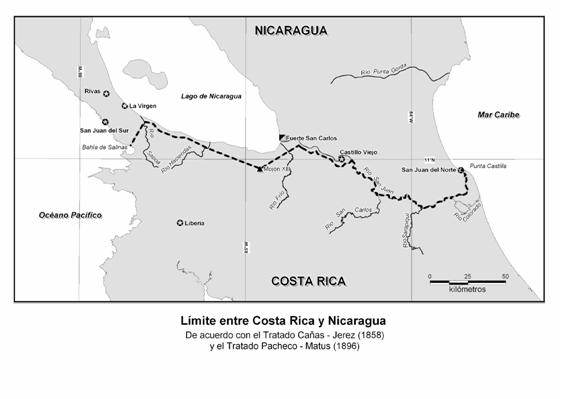

Après l'annexion de Nicoya en 1824 au Costa Rica, le Nicaragua a revendiqué à plusieurs reprises sa souveraineté sur ce territoire. De multiples négociations ont été menées pour tenter de résoudre le problème :
- Oreamuno-Buitrago (1838)
- Madriz-Zavala (1846)
- Molina-Juarez (1848)
- Molina-Marcoleta (1854)
- Cañas-Juarez (1857)
- Martinez-Cañas (1857)

Aucun de ces textes n'a été ratifié par les assemblées des deux pays.
En avril 1858, s'ouvrent à San José les discussions entre les deux plénipotentiaires. Le texte est approuvé à une courte majorité par le Congrès de Costa Rica, puis par l'Assemblée constituante du Nicaragua (une nouvelle constitution était alors en discussion). Dans la foulée, un traité de commerce entre les deux pays a été signé à Rivas par les présidents Juan Rafael Mora Porras du Costa Rica et Tomás Martínez Guerrero du Nicaragua.
Dans les années 1870, le Nicaragua a soulevé de nouvelles objections sur la frontière commune. Des négociations de 1872 à 1886 n'ont pu parvenir à un règlement. En 1886, les deux pays se mettent d'accord pour soumettre la question à l'arbitrage du Président des États-Unis. Le 22 mars 1888, le président Grover Cleveland a reconnu la validité du traité Cañas-Jerez. La sentence Cleveland a également clarifié plusieurs points d'interprétation douteuse de l'accord frontalier.